# Monocorophium steinegeri
Monocorophium steinegeri är en kräftdjursart som först beskrevs av Gurjanova 1951.  Monocorophium steinegeri ingår i släktet Monocorophium och familjen Corophiidae. Inga underarter finns listade i Catalogue of Life.